# عبد الأحد الفاسي الفهري
عبد الأحد الفاسي الفهري ( 16 يناير 1952) هو سياسي مغربي.

## سيرة شخصية
ولد عبد الأحد الفهري في الرباط عام 1952، وحاصل على شهادة من المدرسة العليا للتجارة في باريس. وهو عضو في حزب التقدم والاشتراكية ، متخصص في قضايا التنظيم وإعادة التنظيم الإداري. مستشار، وعضو في اللجنة العلمية لمجلس إدارة وكالة محاربة الأمية. شغل منصب وزير إعداد التراب الوطني والتعمير والإسكان وسياسة المدينة في حكومة العثماني الأولى في 22 يناير 2018. ثم خلفته نزهة بوشارب في 9 أكتوبر 2019.

## حياته الشخصية
عبد الأحد متزوج وأب لطفلين.